# Irene Triplett
Irene Triplett (Condado de Wilkes, 9 de enero de 1930-Wilkesboro, 31 de mayo de 2020) fue la última beneficiaria de una pensión de veteranos de la Guerra de Secesión estadounidense. Su padre había luchado tanto por la Confederación (1863) como por la Unión (1864) en la Guerra de Secesión.

## Biografía
Triplett nació en 1930, hija de Mose Triplett y Elida Hall. Su padre, que había luchado tanto por los Estados Confederados como por los Estados Unidos durante la Guerra de Secesión, tenía 83 años cuando se casó con su madre; su unión fue el segundo matrimonio de Mose Triplett. Irene Triplett creció en la granja de su padre en el Condado de Wilkes, Carolina del Norte. Según Triplett, sufrió una infancia difícil y fue golpeada regularmente tanto por sus padres como por sus maestros de escuela. Los compañeros de clase se burlaron de ella acerca de su padre, a quien denunciaron como un «traidor».
La educación de Triplett terminó en sexto grado y, en 1943, se mudó con su madre y su hermano a una casa de pobres, donde permaneció hasta 1960. A partir de allí no se conoce mucho sobre su vida adulta hasta llegar a la tercera edad, cuando comenzó a vivir en hogares de ancianos privados hasta su muerte.
Según conocidos, ella era una usuaria habitual de tabaco de mascar y era fanática de la música góspel.

## Pensión
Desde la muerte de su padre en 1938, Triplett recaudó $ 73.13 por mes del Departamento de Asuntos de los Veteranos. Era elegible para heredar la pensión de su padre debido a problemas cognitivos que sufrió, calificándola como la hija indefensa de un veterano. El monto total que recibió fue de aproximadamente $ 73 000 en 2020, o $ 344 000 ajustado por inflación.
La conciencia pública generalizada sobre el estado de Triplett ocurrió en 2013 como resultado de una historia del Daily Mail sobre ella.
Después de la muerte en 2018 de Fred Upham, hijo de William H. Upham, se convirtió en la última hija sobreviviente de un veterano de la Guerra de Secesión y, en consecuencia, la última beneficiaria sobreviviente de una pensión de la Guerra de Secesión.

## Muerte
Murió a los noventa años el 31 de mayo de 2020 en el hogar de ancianos Accordius Health en Wilkesboro, Carolina del Norte, como resultado de complicaciones derivadas de una cirugía.